# وانگ لینا (تیرانداز)
وانگ لینا (انگلیسی: Wang Lina؛ زادهٔ ۱ ژانویهٔ ۱۹۷۱) تیرانداز زن اهل چین بود. وی در بازی‌های المپیک تابستانی ۱۹۹۲ حضور داشته‌است.